# Slag bij Un no Kuchi
De Slag bij Un no Kuchi (1536) was de eerste grote overwinning voor Takeda Harunobu, toen vijftien jaar oud. Later zou hij de naam Takeda Shingen aannemen en een van de bekendste krijgsheren van Japan worden.
De vader van Harunobu, Takeda Nobutora, viel Hiraga Genshin aan in zijn kasteel te Un no Kuchi, maar was gedwongen zich terug te trekken. Harunobu, die zich in de achterhoede van de zich terugtrekkende troepen bevond, wachtte tot ze buiten het kasteel waren en keerde zich toen om. Hij wist het garnizoen van het kasteel, dat de troepen had zien vluchten, te verrassen en zo te verslaan.